# Skärhamn
Skärhamn – miejscowość (tätort) w Szwecji, w regionie administracyjnym (län) Västra Götaland, w gminie Tjörn.
Według danych Szwedzkiego Urzędu Statystycznego liczba ludności wyniosła: 3495 (31 grudnia 2015), 3594 (31 grudnia 2018) i 3620 (31 grudnia 2019).